# Itzik Fefer
Itzik Fefer (en yiddish : איציק פֿעפֿער, en russe : Ицик Фефер) est un poète soviétique d'expression yiddish né le 10 septembre 1900 à Chpola en Ukraine et mort assassiné le 12 août 1952. 
C'est un poète et parolier prolifique dont les œuvres sont appréciées au-delà des frontières de l'URSS. Son œuvre la plus connue est Di Shotns fun Varshever Geto en hommage aux combattants juifs qui se sont soulevés contre les Allemands lors de la révolte du ghetto de Varsovie en 1943. Durant la Seconde Guerre mondiale, il est reporter de guerre auprès de l'armée rouge avec le rang de colonel. Il est également membre du Comité antifasciste juif. À ce titre, il sillonne les États-Unis avec le célèbre acteur yiddish Solomon Mikhoels, président du comité, pour lever des fonds afin de financer l'effort de guerre. À partir de 1943, Fefer devient un informateur pour le NKVD, contribuant ainsi à des centaines d'arrestations. Il se montre le poète yiddish le plus fidèle à la ligne du parti.
En 1948, après l'assassinat de Solomon Mikhoels, Itzik Fefer est arrêté et accusé de trahison. Lors de son procès, il revendique son identité yiddish. Il est exécuté le 12 août 1952 lors de la nuit des poètes assassinés. Il est réhabilité en 1955 lors de la dénonciation des crimes de Staline.

## Œuvres
- Schpener, 1922
- Wegen sich und asoine wi ich (A mon sujet et à celui des autres comme moi), 1924
- A stein zu a schtein (D'une pierre à une pierre), 1925
- Proste teid (Mots simples), 1925
- Bliendige Misten 1926, sur la renaissance du shtetl en URSS
- Gefundene funken 1928
- Geweten (Competition), 1930
- Plakaten of bronze (Affiches de Bronze), 1932
- Kraft (Force), 1937
- Di Shotns fun Varshever Geto, New-York: Yiddisher ultur Farband, 1945
- Oyfsnay (De nouveau), Moscou : Ed. Der emes, 1948
- Le Livre noir, participation avec 39 autres écrivains à ce recueil de textes et de témoignages réunis par Ilya Ehrenbourg et Vassili Grossman